# Малиновська Юлія Володимирівна
Юлія Володимирівна Малиновська (івр. ‏יוליה מלינובסקי‏‎; нар. 5 вересня 1975, Луганськ) — ізраїльський політик, депутат Кнесету 20-го скликання від партії «Наш дім Ізраїль» («НДІ»)

## Біографія
Юлія Малиновська народилася 9 вересня 1975 року в місті Луганську в родині Володимира і Софії Петропавловських. По закінченні середньої школи Юлія поступила на юридичний факультет Східно-українського університету імені Даля в Луганську. Завершила навчання в 1998 році і репатріювалася до Ізраїлю.

### Громадська діяльність
З 2003 року Юлія депутат міськради Холона. У 2006—2007 роках очолювала прес-службу партії НДІ. З 2008 року член списку партії в Кнесет. До виборів у Кнесет XX скликання займала 9 місце у списку партії. За результатами всенародного голосування на виборах 17 березня 2015 року партія НДІ отримала в Кнесеті XX скликання лише 6 місць. Юлія Малиновська стала депутатом лише в травні 2016 року, після відходу з Кнесету Авігдора Лібермана (два інших члена Кнесету від НДІ пішли у відставку раніше).

### Посади в комісіях
Кнесет 20-го скликання: член комісії з питань державного контролю, член комісії за зверненнями громадян, член комісії з питань алії, абсорбції та діаспори, член комісії з праці, добробуту і охорони здоров'я.

### Досягнення
У 2007 році очолила своєму місті громадську боротьбу проти муніципального податку на безпеку. Справа набула широкого розголосу в Ізраїлі, а Верховний суд Ізраїлю у 2010 році визнав цей податок незаконним і постановив скасувати його по всій країні.

### Особисте життя
Юлія — мати двох дітей. Вона проживає з чоловіком і дітьми в місті Холон.